# Villers-lès-Cagnicourt
Villers-lès-Cagnicourt är en kommun i departementet Pas-de-Calais i regionen Hauts-de-France i norra Frankrike. Kommunen ligger i kantonen Vitry-en-Artois som tillhör arrondissementet Arras. År 2022 hade Villers-lès-Cagnicourt 254 invånare.

## Befolkningsutveckling
Antalet invånare i kommunen Villers-lès-Cagnicourt
| Referens: INSEE |